# Regina (Biancaneve)
La regina (a volte anche regina cattiva) è un personaggio immaginario ed è l'antagonista della fiaba Biancaneve dei fratelli Grimm.

## Storia originale
La regina è la seconda moglie del re di un regno, che fa da matrigna alla principessa Biancaneve. Tuttavia, nella prima edizione del 1812 si trattava della stessa madre di Biancaneve, cambiata in matrigna a partire dalla seconda edizione del 1819.
La nuova regina è una donna bella, ma tanto vanitosa e cattiva che possiede uno specchio magico e, gelosa della bellezza di Biancaneve, incarica un cacciatore di portare la principessa nel bosco, ucciderla e portarle i suoi polmoni ed il suo fegato come prova della conclusione del suo compito. Il cacciatore, però, non ha il coraggio di svolgere l'incarico, e dice alla fanciulla di fuggire nel bosco, e poi uccide un cinghiale, portando alla regina gli organi di questo animale.
Dopo un po' di tempo la regina cattiva, scopre dallo specchio magico che Biancaneve è ancora viva, e che vive nella casetta dei sette nani.
La matrigna allora cerca per due volte di uccidere Biancaneve: la prima volta si traveste da merciaia, si reca alla casa dei nani e le stringe una cintura alla vita fino a toglierle il respiro e la seconda volta si traveste da zingara, arriva alla casa dei nani e conficca tra i capelli di Biancaneve un pettine avvelenato. In entrambi i casi la giovane sviene e viene salvata dall'intervento dei nani, che riescono a farle riprendere i sensi, ammonendola ogni volta di non far entrare nessuno in casa in loro assenza. A questo punto la regina si avvia per la terza volta verso la casa dei nani travestita da contadina, e con l'obiettivo di far assaggiare a Biancaneve una mela avvelenata per metà: per convincerla ad accettare il frutto divide la mela in due parti e assaggia davanti a lei la metà non avvelenata. Biancaneve, al primo morso della parte avvelenata, cade in uno stato di morte apparente da cui nessuno degli sforzi compiuti dai nani riesce a svegliarla.
Un giorno un principe riuscì a risvegliare la principessa, che s'innamora subito di lui e vengono organizzate le nozze a cui viene invitata anche la matrigna di Biancaneve. Questa, che non conosceva il nome della sposa, ma era stata avvertita dallo specchio che era più bella di lei, rimane impietrita riconoscendo Biancaneve. Nel frattempo erano state fatte arroventare sulle braci due scarpe di ferro che la strega viene costretta ad indossare. A causa del dolore procuratole dalle calzature incandescenti la strega è costretta a ballare finché cade a terra, morta.
In un'altra versione il finale è diverso: la matrigna, giunta al castello, rimane stupita. Riavutasi dalla sorpresa tenta di fuggire, ma i presenti chiedono al re di punirla. Così, vestita di cenci e dimenticata, vive a lungo in un carcere oscuro. Solo Biancaneve si reca spesso a darle conforto, poiché i buoni non conoscono l'odio.

## Adattamenti
La regina appare in diversi adattamenti della fiaba:
Film
- Snow White (1916): interpretata da Dorothy Cumming
- Snow White (1916): interpretata da Ruth Richie
- Snow White (1917)
- Coal Black and de Sebben Dwarfs (1943), cartone animato Looney Tunes: doppiata da Danny Webb
- Schneewittchen (1955): interpretata da Addi Adametz
- Biancaneve e i tre compari (Snow White and the Three Stooges) (1961): interpretata da Patricia Medina, doppiata in italiano da Valeria Falcinelli
- Divagazioni erotiche (Grimms Märchen von lüsternen Pärchen) (1969): interpretata da Ingrid van Bergen
- La meravigliosa favola di Biancaneve (Pamuk Prenses ve 7 cüceler) (1970): interpretata da Suna Selen, doppiata in italiano da Marzia Ubaldi
- La principessa sul pisello (1973): interpretata da Amparo Pilar
- Biancaneve & Co. (1982): interpretata da Damianne Saint-Clair
- Biancaneve (Snow White) (1987): interpretata da Diana Rigg, doppiata in italiano da Alba Cardilli
- C'era una volta Biancaneve (Sněhurka a sedm trpasliku) (1992): interpretata da Gudrun Landgrebe, doppiata in italiano da Giovanna Fregonese
- Biancaneve e i sette nani (1995): interpretata da Vicca
- Snow White (1996), cartone animato
- Biancaneve nella foresta nera (Snow White: A Tale of Terror) (1997): interpretata da Sigourney Weaver, doppiata in italiano da Micaela Esdra
- Biancaneve... dieci anni dopo (1999): interpretata da Nikki Andersson
- Branca de Neve (2000): interpretata da Ana Brandão
- La vera storia di Biancaneve (Snow White. The Fairest of Them All) (2001): interpretata da Miranda Richardson, doppiata in italiano da Roberta Greganti
- 7 Zwerge - Männer Allein im Wald (2004): interpretata da Nina Hagen
- 7 Zwerge - Der Wald ist nicht Genug (2006): interpretata da Nina Hagen
- Sydney White - Biancaneve al college (2007): interpretata da Sara Paxton, doppiata in italiano da Laura Latini
- Biancaneve e gli 007 nani (Happily N'Ever After 2) (2009): doppiata in originale da Cindy Robinson e in italiano da Laura Boccanera
- Biancaneve (Mirror Mirror) (2012): interpretata da Julia Roberts, doppiata in italiano da Cristina Boraschi
- Biancaneve e il cacciatore (Snow White & the Huntsman) (2012): interpretata da Charlize Theron, doppiata in italiano da Roberta Pellini

Serie e miniserie televisive
- Snow White, della serie animata Betty Boop (1933)
- Le favole più belle (Festival of Family Classics) (1972-1973).
- Le più belle favole del mondo (Manga Sekai Mukashi Banashi) (1976).
- C'era una volta (Sekai dōwa anime zenshū), (1982).
- Nel regno delle fiabe (Shelley Duvall's Faerie Tale Theatre) (1984): interpretata da Vanessa Redgrave
- Le fiabe son fantasia (Grimm Meisaku Gekijou) (1987): doppiata in italiano da Valeria Falcinelli
- Libri in TV (1994).
- La leggenda di Biancaneve (Shirayuki Hime no Densetsu) (1994): doppiata in originale da Mari Iokoo e in italiano da Caterina Rochira
- Le fiabe più belle (Anime Sekai no Dowa) (1995): doppiata in originale da Eiko Masuyama in italiano da Lidia Costanzo
- Simsalagrimm (Simsala Grimm) (1999)
- Le più belle fiabe dei fratelli Grimm (Acht auf einen Streich) (2009): interpretata da Sonja Kirchberger, doppiata in italiano da Laura Romano
- C'era una volta (Once Upon a Time) (2011): interpretata da Lana Parrilla, doppiata in italiano da Laura Romano. Come nella versione Disney, anche qui ha un adattamento particolare.
- Regal Academy (2016): doppiata da Graziella Polesinanti

### Versione Disney
La regina è apparsa nel 1937 nel primo lungometraggio animato della Disney, Biancaneve e i sette nani. Si chiama Grimilde ed è apparsa (sia in forma di vecchia strega che di regina) in diversi media disneyani, come i fumetti ambientati dopo il film, la serie di videogiochi Kingdom Hearts e il film per la TV di Disney Channel Descendants (dove appare la sua figlia biologica, Evie), oltre a diversi prodotti del franchise Disney Villains.